# 山本奈衣瑠
山本 奈衣瑠（やまもと ないる、1993年11月12日 - ）は、日本の女優。東京都出身。High Endz所属。

## 略歴
2014年にモデルとしてキャリアをスタート。2019年にフリーとなり、自ら編集長を務めるフリーマガジン「EA magazine」を創刊するとともに、俳優としても活動を開始した。2022年公開の映画「猫は逃げた」の主演にオーディションを経て抜擢される。

## 出演

### テレビドラマ
- ギルティ〜この恋は罪ですか?〜（2020年、日本テレビ）第4話
- ポリス×戦士 ラブパトリーナ!（2020年、テレビ東京）第15話
- リコカツ（2021年、TBS）第1話
- OZU ～小津安二郎が描いた物語～（2023年、WOWOW）第5話[5]
- 未来の私にブッかまされる!?（2024年、NHK）- 紬 役[6]

### 映画
- 追い風（2020年）- 佐藤ちゃん 役[7]
- とんかつDJアゲ太郎（2020年）
- 浅草キッド（2021年、Netflix）
- 親密な他人（2022年）
- 猫は逃げた（2022年）- 主演・町田亜子 役[3][4]
- 東京藝大映画専攻17期 春期実習作品「鏡」（2022年）
- 東京藝大映画専攻17期 修了作品「走れない人の走り方」（2023年）- 桐子 役[8][9][10]
- 記憶の居所（2024年）[11]
- オン・ア・ボート（2024年）
- 冬物語（2024年）[12]
- 夜のまにまに（2024年）- 主演・佳純 役[13]
- ココでのはなし（2024年）- 戸塚詩子 役[14][15]
- SUPER HAPPY FOREVER（2024年）- 凪 役[16]

### CM
- イオン 浴衣（2015年）
- HONDA N-BOX（2018年）
- 花王 ビオレメイク落とし（2018年）
- ロート 極潤化粧水（2018年）
- JR西日本（2019年）
- UNIQULO MANGA UT global（2019年）
- 地図アプリ「Placy」ブランドムービー（2020年）
- OYO LIFE「暮らしに新しい選択肢を」（2020年）
- Microsoft Surface「あなたの生活に新しいカタチ。」（2020年）
- JINS Ultra Light Airframe「新しい日常」篇（2020年）
- ルミネクリスマスキャンペーン「MERRY GOOD JOB！ほめよう。わたしたちを。」（2020年）
- Honda N-ONE（2020～2022年）
- Canon Power Shoot ZOOM（2020年）
- ヤマトグループ「いつものカフェ」篇（2020～2023年）
- povo コンセプトムービー（2021年）
- 花王「Biore 朝ジュレ」（2021年）
- 朝日新聞デジタル ブランディングムービー「みえるを広げる。みらいを照らす。」（2021年）
- Panasonic 冷蔵庫×ストックマネージャー「牛乳買っといたよ」篇（2021年）
- グリコ「パピコ ｘ tofubeats」（2021年）
- Panasonic 空質空調社「空気から、未来を変える。」篇（2022年）
- モンカフェ「私はモンカフェ。」篇（2022年）
- 中部電力ミライズ「おでかけの夏。省エネの夏」篇（2022年）
- 長野県・須坂市 プロモーションムービー「山本奈衣瑠さんの須坂市デトックス旅」（2022年）
- ファイントゥデイ パーパスムービー（2022年）
- イオントップバリュ「プレミアムな季節に」篇（2023年）
- Atsugi コンセプトムービー「【頑張る人よ】新しく動き出す、77年目のアツギ。」（2023年）
- freee 起業ダンドリコーディネーター＆起業時代（2024年）
- トヨタ シエンタ「家族で笑った！」篇（2024年）
- フジパングループ「いい未来、こねこね考え中。」篇（2024年）

### MV
- SAKANAMON「猫の尻尾 feat.蒼山幸子」（2023年）[17]